# Seznam armád světa
Tento seznam obsahuje charakteristiky světových armád. Vedle jejich síly uvádí i jejich rozpočty (většinou na rok 2018) a počty tanků a letadel. Podle všech těchto údajů lze obě tabulky setřídit.
V jednotlivých sloupcích je uveden název státu, počet aktivních vojáků a všech (včetně záložníků a členů paramilitárních organizací). Dále počet aktivních vojáků na tisíc obyvatel, roční vojenský rozpočet (v miliardách USD), částku (v USD), která připadá na každého občana, a konečně počet velkých tanků (MBT) a bojových letadel včetně útočných vrtulníků.

## Afrika
| Stát     | Armáda | Vojáci aktivní (2025) | Vojáci celkem (2025) | Vojáci / 1000 obyv. | Rozpočet (mld USD) | Na občana (2019, USD) | Tanků (2019) | Letadel (2019) |
| -------- | ------ | --------------------- | -------------------- | ------------------- | ------------------ | --------------------- | ------------ | -------------- |
| Alžírsko |        | 622 500               | 1 987 200            | 3,1                 | 10,4               | 239                   | 1 467        | 272            |
| Egypt    |        | 441 500               | 1 314 500            | 4,4                 | 3,35               | 37                    | 3 620        | 741            |

## Asie
| Stát           | Článek                             | Vojáci aktivní (2019) | Vojáci celkem (2019) | Vojáci / 1000 obyv. | Rozpočet (mld USD) | Na občana (2019, USD) | Tanků (2019) | Letadel (2019) |
| -------------- | ---------------------------------- | --------------------- | -------------------- | ------------------- | ------------------ | --------------------- | ------------ | -------------- |
| Arménie        |                                    | 44 800                | 214 300              | 14,7                | 0,64               | 228                   | 109          | 31             |
| Ázerbájdžán    | Ozbrojené síly Ázerbájdžánu        | 66 950                | 366 950              |                     |                    | 184                   | 437          | 36             |
| Čína           | Čínská lidová osvobozenecká armáda | 2 035 000             | 3 145 000            | 1,5                 | 181                | 182                   | 5 850        | 3 638          |
| Gruzie         |                                    | 20 650                | 5 400                | 4,2                 | 0,31               | 79                    | 123          | 9              |
| Indie          | Indické ozbrojené síly             | 1 455 550             | 5 137 450            | 1,1                 | 60,5               | 52                    | 4 665        | 1 694          |
| Irák           |                                    | 193 000               | 338 000              | 4,8                 | 20,5               | 193                   | 391          | 181            |
| Írán           |                                    | 610 000               | 1 000 000            | 7,3                 | 17,4               | 152                   | 1 513        | 400            |
| Izrael         | Izraelské obranné síly             | 169 500               | 642 500              | 20,1                | 19,3               | 2 402                 | 1 650        | 404            |
| Japonsko       |                                    | 247 150               | 317 150              | 2                   | 48,6               | 375                   | 617          | 814            |
| Jižní Korea    |                                    | 599 000               | 3 699 000            | 11,6                | 39,8               | 857                   | 2 321        | 894            |
| Jordánsko      |                                    | 100 500               | 180 500              | 9,6                 | 1,69               | 201                   | 556          | 106            |
| Kazachstán     |                                    | 39 000                | 70 500               | 2,1                 | 1,59               | 95                    | 300          | 160            |
| Pákistán       | Pákistánské ozbrojené síly         | 653 800               | 935 800              | 3,1                 | 10,3               | 47                    | 2 433        | 607            |
| Saúdská Arábie |                                    | 227 000               | 252 500              | 6,9                 | 78,4               | 1 805                 | 880          | 581            |
| Severní Korea  |                                    | 1 280 000             | 7 769 000            | 50,4                | ?                  | 63                    | 3 500        | 643            |
| Sýrie          | Syrské ozbrojené síly              | 169 000               | 269 000              |                     |                    | ?                     | 11           | 184            |
| Tchaj-wan      |                                    | 163 000               | 1 831 450            | 6,9                 | 10,9               | 438                   | 565          | 643            |
| Turecko        | Ozbrojené síly Turecka             | 355 200               | 890 700              | 4,4                 | 8,1                | 245                   | 4 379        | 490            |
| Uzbekistán     | Ozbrojené síly Uzbecké republiky   | 48 000                | 68 000               |                     |                    | ?                     | 340          | 41             |
| Vietnam        |                                    | 482 000               | 5 522 000            | 5                   | 5,21               | 30?                   | 1 379        | 88             |

## Austrálie
| Stát      | Armáda                  | Vojáci aktivní (2019) | Vojáci celkem (2019) | Vojáci / 1000 obyv. | Rozpočet (mld USD) | Na občana (2019, USD) | Tanků (2019) | Letadel (2019) |
| --------- | ----------------------- | --------------------- | -------------------- | ------------------- | ------------------ | --------------------- | ------------ | -------------- |
| Austrálie | Australské obranné síly | 57 050                | 78 100               | 2,4                 | 25,5               | 1 028                 | 59           | 210            |

## Evropa
| Stát           | Armáda                              | Vojáci aktivní (2019) | Vojáci celkem (2019) | Vojáci /1000 obyv. | Rozpočet (mld USD) | Na občana (2019, USD) | Tanků (2019) | Letadel (2019) |
| -------------- | ----------------------------------- | --------------------- | -------------------- | ------------------ | ------------------ | --------------------- | ------------ | -------------- |
| Albánie        | Albánská armáda                     | 8 000                 | 98 500               | 2,6                | 0,14               | 69                    | 0            | 0              |
| Bělorusko      |                                     | 45 350                | 445 300              | 4,8                | 0,65               | 83                    | 532          | 82             |
| Belgie         |                                     | 26 550                | 31 650               | 2,3                | 4,83               | 418                   | 0            | 86             |
| Bulharsko      | Bulharská armáda                    | 31 300                | 34 300               | 4,4                | 2,07               | 304                   | 90           | 34             |
| Černá Hora     |                                     | 1 950                 | 12 050               | 3,2                | 0,07               | 142                   | 0            | 13             |
| Česko          | Armáda České republiky              | 26 621                | 266 400              | 5,2                | 4,94               | 272                   | 63           | 60             |
| Dánsko         |                                     | 14 500                | 60 200               | 2,5                | 4,59               | 790                   | 44           | 61             |
| Estonsko       |                                     | 6 600                 | 27 800               | 5,3                | 0,69               | 495                   | 0            | 3              |
| Finsko         |                                     | 21 500                | 21 700               | 3,9                | 4                  | 718                   | 200          | 119            |
| Francie        | Ozbrojené síly Francie              | 301 586               | 498 659              | 4                  | 64,9               | 819                   | 716          | 1 055          |
| Chorvatsko     | Ozbrojené síly Chorvatské republiky | 15 200                | 36 550               | 3,6                | 1,05               | 244                   | 75           | 38             |
| Kypr           |                                     | 15 000                | 65 750               | 12,1               | 0,40               | 335                   |              | 22             |
| Irsko          |                                     | 9 500                 | 13 550               | 1,9                | 1,12               | 228                   | 0            | 6              |
| Itálie         | Italské ozbrojené síly              | 171 050               | 348 630              | 2,7                | 27,1               | 443                   | 200          | 420            |
| Litva          | Litevská armáda                     | 19 850                | 40 950               | 7,1                | 1,07               | 393                   | 0            | 0              |
| Lotyšsko       |                                     | 6 210                 | 22 110               | 3,2                | 0,71               | 372                   | 3            | 4              |
| Lucembursko    |                                     | 900                   | 1 500                | 1,5                | 0,34               | 696                   | 0            | 0              |
| Maďarsko       |                                     | 27 800                | 59 800               | 2,8                | 1,99               | 197                   | 44           | 34             |
| Německo        | Bundeswehr                          | 179 400               | 207 650              | 2,2                | 48,5               | 590                   | 323          | 326            |
| Nizozemsko     |                                     | 35 400                | 45 800               | 2,1                | 12,1               | 705                   | 0            | 110            |
| Norsko         |                                     | 23 250                | 63 250               | 4,3                | 6.72               | 1302                  | 36           | 88             |
| Polsko         | Polská armáda                       | 117 800               | 191 200              | 3,1                | 11,4               | 314                   | 863          | 207            |
| Portugalsko    |                                     | 27 200                | 291 050              | 2,6                | 2,68               | 441                   | 37           | 53             |
| Rakousko       | Rakouská armáda                     | 21 200                | 179 000              | 2,4                | 3,25               | 362                   | 56           | 46             |
| Rumunsko       | Rumunská armáda                     | 69 300                | 176 300              | 3,2                | 4,96               | 255                   | 400          | 86             |
| Rusko          | Ozbrojené síly Ruské federace       | 900 000               | 3 454 000            | 6,3                | 48,2               | 446                   | 13 450       | 2084           |
| Řecko          |                                     | 143 850               | 369 450              | 13,4               | 4,83               | 522                   | 1 228        | 337            |
| Srbsko         | Srbská armáda                       | 28 150                | 82 000               | 4                  | 0,91               | 130                   | 212          | 118            |
| Slovensko      | Ozbrojené síly Slovenské republiky  | 15 850                | 15 850               | 2,9                | 1,87               | 342                   | 30           | 51             |
| Slovinsko      |                                     | 7 250                 | 14 700               | 3,4                | 0,63               | 274                   | 46           | 17             |
| Španělsko      | Španělská armáda                    | 120 350               | 211 300              | 2,5                | 12,9               | 368                   | 329          | 257            |
| Švédsko        | Švédské ozbrojené síly              | 29 750                | 50 950               | 3                  | 6,38               | 590                   | 120          | 105            |
| Švýcarsko      |                                     | 21 450                | 239 250              | 2,6                | 5,37               | 603                   | 134          | 76             |
| Ukrajina       | Ozbrojené síly Ukrajiny             | 209 000               | 1 197 000            | 4,8                | 3,83               | 119                   | 2 076        | 170            |
| Velká Británie | Ozbrojené síly Jejího Veličenstva   | 148 350               | 228 350              | 2,3                | 54,8               | 720                   | 227          | 412            |

## Severní Amerika
| Stát          | Armáda                                    | Vojáci aktivní (2019) | Vojáci celkem (2019) | Vojáci / 1000 obyv. | Rozpočet (mld USD) | Na občana (2019, USD) | Tanků (2019) | Letadel (2019) |
| ------------- | ----------------------------------------- | --------------------- | -------------------- | ------------------- | ------------------ | --------------------- | ------------ | -------------- |
| Kanada        |                                           | 67 492                | 109 273              | 1,9                 | 18,7               | 593                   | 134          | 204            |
| Kuba          |                                           | 49 000                | 1 235 000            | 4,4                 | ?                  | 11                    | 900          | 81             |
| Spojené státy | Ozbrojené síly Spojených států amerických | 1 379 800             | 2 229 250            | 4,2                 | 685                | 2 224                 | 6 136        | 5 379          |